# Муняковиці
Муняковиці (пол. Muniakowice) — село в Польщі, у гміні Сломники Краківського повіту Малопольського воєводства.
Населення — 238 осіб (2011).
У 1975-1998 роках село належало до Краківського воєводства.

## Демографія
Демографічна структура станом на 31 березня 2011 року:
|          | Загалом | Допрацездатний вік | Працездатний вік | Постпрацездатний вік |
| -------- | ------- | ------------------ | ---------------- | -------------------- |
| Чоловіки | 115     | 21                 | 78               | 16                   |
| Жінки    | 123     | 23                 | 70               | 30                   |
| Разом    | 238     | 44                 | 148              | 46                   |